# Raja-ampatpitohui
De raja-ampatpitohui (Pitohui cerviniventris) is een zangvogel uit de familie Oriolidae (wielewalen en vijgvogels). De wetenschappelijke naam van het geslacht is voor het eerst geldig gepubliceerd in 1862 door Gray.

## Verspreiding en leefgebied
De soort is endemisch op de Raja Ampat-eilanden ten noordwesten van Nieuw-Guinea en telt twee ondersoorten:
- P. c. pallidus: Sagewin en Batanta.
- P. c. cerviniventris: Waigeo en Gemien.

## Status
De grootte van de populatie is niet gekwantificeerd maar de soort wordt omschreven als schaars tot zeer algemeen. Op de Rode lijst van de IUCN heeft deze soort de status niet bedreigd.